# Kallax
Kallax è un'area urbana della Svezia situata nel comune di Luleå, contea di Norrbotten. La popolazione rilevata nel censimento 2010 era di 321 abitanti .